# شريف سوما
شريف سوما (بالإنجليزية: Sheriff Suma)‏ (مواليد 12 أكتوبر 1986 في فريتاون) لاعب كرة قدم سيراليوني دولي يجيد اللعب في خط الوسط . يلعب لصالح نادي كوكايلي سبور التركي .

## روابط خارجية
- شريف سوما على موقع اتحاد السويد (السويدية)
- شريف سوما على موقع اتحاد تركيا (لاعب) (الإنجليزية)
- شريف سوما على موقع قاعدة بيانات كرة القدم.إي يو (الإنجليزية)
- شريف سوما على موقع ناشيونال فوتبول تيمز (الإنجليزية)
- شريف سوما على موقع Soccerway.com (الإنجليزية)
- شريف سوما على موقع عالم كرة القدم.نت (الإنجليزية)
- شريف سوما على موقع كووورة